# Karel Fučík (rádiový orientační běžec)
Karel Fučík (* 21. září 1972) je bývalý český seniorský reprezentant v rádiovém orientačním běhu, člen klubu O-Sport. Díky svým úspěchům se jedná o jednoho z historicky nejúspěšnějších závodníků v tomto sportu vůbec, držitele devíti individuálních titulů mistra světa a sedmi individuálních titulů z Mistrovství Evropy. 
Do roku 2023 byl členem seniorské reprezentace a to už od r. 1991, což z něj činilo jednoho z nejdéle působících reprezentantů v elitní kategorii, spolu s Jakubem Omou. V září 2023 se vzdal zařazení do reprezentace na rok 2024, nicméně nadále hodlá reprezentovat ve veteránských kategoriích.
Kromě své kariéry v rádiovém orientačním běhu je i dobrým orientačním a klasickým běžcem, což potvrzují jeho výsledky z těchto typů závodů.
Jeho žena Hana Fučíková je také dlouhodobou a stále aktivní reprezentantkou v rádiovém orientačním běhu.

## Sportovní kariéra
S rádiovým orientačním během začal již od útlého věku, prvních závodů se účastnil v roce 1982. Do reprezentace se dostal v roce 1991.
Poprvé startoval na vrcholné akci na domácím ME 1993 v Milovech, kde obsadil 5. místo v pásmu 144 MHz. Postupně se vypracoval do pozice reprezentační stálice v seniorské kategorii. Za své nejméně podařené mistrovství považuje ME 2009 v Bulharsku, kde pokazil závod v pásmu 144 MHz a doběhl s časem okolo 100 minut. Naopak nejvíce se mu líbilo MS 2002 v čínském Nankingu.
ME v roce 2021 vynechal ze zdravotních důvodů, nicméně se vrátil na MS 2022 v Bulharsku, kde vyběhl stříbrnou medaili ze sprintu a dvě pátá místa na klasických tratích.
Na MS 2023 kromě hlavní seniorské kategorie poprvé běžel i ve veteránské kategorii M40. Na sprintu v mužích vyběhl bronzovou medaili, ve veteránech přidal dvě stříbrné.
Nejlépe se mu daří na klasické trati 3.5 MHz a ve sprintu.
Byl několikrát vyhlášen jakožto Sportovec roku Asociace rádiového orientačního běhu a mnohokrát zvítězil v celkovém pořadí Národního žebříčku.
Kromě samotné sportovní kariéry se podílel na organizaci Mistrovství světa žáků a dorostu v roce 2013 a 2018 jakožto stavitel tratí a je zároveň aktivním pořadatelem celorepublikových soutěží.

### Umístění na MS
| Individuální seniorská umístění na Mistrovství světa v rádiovém orientačním běhu | Individuální seniorská umístění na Mistrovství světa v rádiovém orientačním běhu | Individuální seniorská umístění na Mistrovství světa v rádiovém orientačním běhu | Individuální seniorská umístění na Mistrovství světa v rádiovém orientačním běhu | Individuální seniorská umístění na Mistrovství světa v rádiovém orientačním běhu |
| Rok                                                                              | 3,5 MHz                                                                          | 144 MHz                                                                          | Sprint                                                                           | Foxoring                                                                         |
| -------------------------------------------------------------------------------- | -------------------------------------------------------------------------------- | -------------------------------------------------------------------------------- | -------------------------------------------------------------------------------- | -------------------------------------------------------------------------------- |
| MS 1994                                                                          | 21. místo                                                                        | 3. místo                                                                         |                                                                                  |                                                                                  |
| MS 1997                                                                          | 2. místo                                                                         | 11. místo                                                                        | -                                                                                | -                                                                                |
| MS 1998                                                                          | 1. místo                                                                         | 4. místo                                                                         | -                                                                                | -                                                                                |
| MS 2000                                                                          | 1. místo                                                                         | 7. místo                                                                         | -                                                                                | -                                                                                |
| MS 2002                                                                          | 3. místo                                                                         | 16. místo                                                                        | -                                                                                | -                                                                                |
| MS 2004                                                                          | 1. místo                                                                         | 1. místo                                                                         | -                                                                                | -                                                                                |
| MS 2006                                                                          | 2. místo                                                                         | 4. místo                                                                         | -                                                                                | -                                                                                |
| MS 2008                                                                          | 1. místo                                                                         | 8. místo                                                                         | -                                                                                | -                                                                                |
| MS 2010                                                                          | 6. místo                                                                         | 9. místo                                                                         | -                                                                                | -                                                                                |
| MS 2012                                                                          | 2. místo                                                                         | 1. místo                                                                         | 2. místo                                                                         | 1. místo                                                                         |
| MS 2014                                                                          | 2. místo                                                                         | 3. místo                                                                         | 1. místo                                                                         | 7. místo                                                                         |
| MS 2016                                                                          | 2. místo                                                                         | 3. místo                                                                         | 1. místo                                                                         | 6. místo                                                                         |
| MS 2018                                                                          | bez účasti                                                                       | bez účasti                                                                       | bez účasti                                                                       | bez účasti                                                                       |
| MS 2022                                                                          | 5. místo                                                                         | 5. místo                                                                         | 2. místo                                                                         | -                                                                                |
| MS 2023                                                                          | -                                                                                | -                                                                                | 3. místo                                                                         | -                                                                                |

### Umístění na ME
| Individuální seniorská umístění na Mistrovství Evropy v rádiovém orientačním běhu | Individuální seniorská umístění na Mistrovství Evropy v rádiovém orientačním běhu | Individuální seniorská umístění na Mistrovství Evropy v rádiovém orientačním běhu | Individuální seniorská umístění na Mistrovství Evropy v rádiovém orientačním běhu | Individuální seniorská umístění na Mistrovství Evropy v rádiovém orientačním běhu |
| Rok                                                                               | 3,5 MHz                                                                           | 144 MHz                                                                           | Sprint                                                                            | Foxoring                                                                          |
| --------------------------------------------------------------------------------- | --------------------------------------------------------------------------------- | --------------------------------------------------------------------------------- | --------------------------------------------------------------------------------- | --------------------------------------------------------------------------------- |
| ME 1993                                                                           | -                                                                                 | 5. místo                                                                          |                                                                                   |                                                                                   |
| ME 1996                                                                           | 6. místo                                                                          | 5. místo                                                                          | -                                                                                 | -                                                                                 |
| ME 1999                                                                           | 2. místo                                                                          | 2. místo                                                                          | -                                                                                 | -                                                                                 |
| ME 2001                                                                           | 1. místo                                                                          | 6. místo                                                                          | -                                                                                 | -                                                                                 |
| ME 2003                                                                           | 8. místo                                                                          | 2. místo                                                                          | -                                                                                 | -                                                                                 |
| ME 2005                                                                           | 2. místo                                                                          | 1. místo                                                                          | -                                                                                 | -                                                                                 |
| ME 2007                                                                           | 1. místo                                                                          | 1. místo                                                                          | -                                                                                 | -                                                                                 |
| ME 2009                                                                           | 8. místo                                                                          | 28. místo                                                                         | -                                                                                 | -                                                                                 |
| ME 2011                                                                           | 3. místo                                                                          | 5. místo                                                                          | 4. místo                                                                          | -                                                                                 |
| ME 2013                                                                           | 3. místo                                                                          | 1. místo                                                                          | 1. místo                                                                          | 4. místo                                                                          |
| ME 2015                                                                           | 2. místo                                                                          | 3. místo                                                                          | 1. místo                                                                          | -                                                                                 |
| ME 2017                                                                           | bez účasti                                                                        | bez účasti                                                                        | bez účasti                                                                        | bez účasti                                                                        |
| ME 2019                                                                           | 4. místo                                                                          | 8. místo                                                                          | 2. místo                                                                          | -                                                                                 |
| ME 2021                                                                           | bez účasti                                                                        | bez účasti                                                                        | bez účasti                                                                        | bez účasti                                                                        |